# 山根三雄
山根 三雄（やまね みつお、1924年9月9日 - ）は、日本の射撃競技（クレー射撃）選手。1960年ローマオリンピックに出場した。

## 経歴
山口県出身。山口県興風中学（現在の山口県立小野田高等学校）卒業。1960年ローマオリンピックには、浅草市場所属（社長）としてクレー・ピジョン種目に参加したが、予選失格となった。